# (24434) Josephhoscheidt
(24434) Josephhoscheidt est un astéroïde de la ceinture principale.

## Description
(24434) Josephhoscheidt est un astéroïde de la ceinture principale. Il fut découvert le 7 février 2000 aux Monts Santa Catalina par le projet CSS. Il présente une orbite caractérisée par un demi-grand axe de 2,63 UA, une excentricité de 0,24 et une inclinaison de 5,1° par rapport à l'écliptique.

## Compléments